# Adam A700 AdamJet
L'Adam A700 AdamJet est la version biréacteur de l'Adam A500 et entre dans la catégorie des Very light jets apparue au début du XXIe siècle, comme les Cessna Mustang, Eclipse 500 ou Embraer Phenom 100.

Vue d'avant et de côté de l'A700, montrant la position du réservoir externe central de carburant de l'avion.

Développé en parallèle au Adam A500, dont il conserve la cellule, le train d’atterrissage avant et l’essentiel de l’avionique, il se distingue par le remplacement des moteurs à piston par deux réacteurs Williams FJ33 de 612 kgp. Les réacteurs ne pouvant être placés en ligne, la configuration originale du A500 a perdu un certain intérêt, mais des gains considérables ont été réalisés sur les frais de développement et d’outillage. Les réacteurs ont cependant été placés le plus près possible l’un de l’autre, à l’arrière du fuselage, le fuselage étant allongé d’un mètre vingt vers l’avant pour rétablir l’équilibre, ce qui permet au passage de disposer d’une soute à bagages de 2,3 m3. L'appareil est réalisé en composites à base de fibre de carbone sur un sandwich en nid d'abeille. La voilure est conçue autour d'un caisson servant de réservoir structural et est équipée de volets de type Fowler.
Le prototype [N700AJ c/n 001] a effectué son premier vol le 27 juillet 2003 et totalisait 738 h en janvier 2007. Un second appareil [N700LJ c/n 002] l’a rejoint le 4 janvier 2006 et pour être affecté aux essais FAA (205 h de vol jan. 07). L'appareil devait être commercialisé au prix de base de 2 millions de dollars. Cependant, la constructeur fait faillite en 2008, ce qui met fin au programme.